# Hypozetes bulgaricus
Hypozetes bulgaricus är en kvalsterart som beskrevs av Jeleva 1962. Hypozetes bulgaricus ingår i släktet Hypozetes och familjen Austrachipteriidae. Inga underarter finns listade i Catalogue of Life.